# Gargalhada

Homem gargalhando.

A gargalhada ou risada é o ato de rir constantemente ou intensamente, trata-se de uma expressão facial geralmente de reação involuntária a determinados estímulos externos ou internos. O riso pode surgir a partir de atividades de cunho engraçado ou cômico, ou a partir de histórias ou pensamentos bem-humorado. Comumente, é considerado uma expressão visual de uma série de estados emocionais positivos como a alegria, felicidade, alívio, etc. Em algumas ocasiões, no entanto, pode ser causada por estados emocionais contrárias como constrangimento, pedido de desculpas, ou confusão (riso nervoso) ou cortesia. Fatores como idade, sexo, educação, linguagem e cultura são fatores determinantes para saber se uma pessoa vai experimentar a gargalhada em uma determinada situação.
A gargalhada é uma parte do comportamento humano regulado pelo cérebro, ajudando os seres humanos esclarecer suas intenções na interação social e proporcionar um contexto emocional para conversas. É usado como um sinal para fazer parte de um grupo - que sinaliza aceitação e interações positivas com os outros. É visto às vezes como contagiosa, e a gargalhada de uma pessoa pode provocar o riso dos outros como um feedback positivo. Isso pode explicar, em parte, a popularidade e os efeitos de gargalhadas em situação de comédias em programas de televisão.
O estudo do humor e do riso e seus efeitos psicológicos e fisiológicos no corpo humano é chamado gelotologia.